# Њу Вирџинија (Ајова)
Њу Вирџинија (енгл. New Virginia) град је у америчкој савезној држави Ајова. По попису становништва из 2010. у њему је живело 489 становника.

## Демографија
Према попису становништва из 2010. у граду је живело 489 становника, што је 20 (4,3%) становника више него 2000. године.
| Група             | 2000.       | 2010.       |
| Белци             | 460 (98,1%) | 484 (99,0%) |
| Афроамериканци    | 0 (0,0%)    | 1 (0,2%)    |
| Азијати           | 0 (0,0%)    | 0 (0,0%)    |
| Хиспаноамериканци | 1 (0,2%)    | 4 (0,8%)    |
| Укупно            | 469         | 489         |